# Chouain
Chouain est une commune française, située dans le département du Calvados en région Normandie, peuplée de 234 habitants.

## Géographie
La commune est située à sept kilomètres de Bayeux et vingt kilomètres de Caen, dans le Bessin. Chouain se trouve dans la vallée de la Seulles, sur l'axe routier Bayeux - Tilly-sur-Seulles.
| Condé-sur-Seulles | Condé-sur-Seulles | Ducy-Sainte-Marguerite (sur quelques dizaines de mètres), Audrieu |
| Juaye-Mondaye     | Chouain           | Audrieu                                                           |
| Juaye-Mondaye     | Bucéels           | Bucéels                                                           |

### Hydrographie
La commune est située dans le bassin Seine-Normandie. Elle est drainée par la Seulles, le cours d'eau 01 de la Pérouze, le cours d'eau 01 de la commune de Condé-sur-Seulles, la Seulles et  et un autre petit cours d'eau,.
La Seulles, d'une longueur de 72 km, prend sa source dans la commune de Dialan sur Chaîne et se jette  dans la baie de Seine à Courseulles-sur-Mer, après avoir traversé 31 communes. 

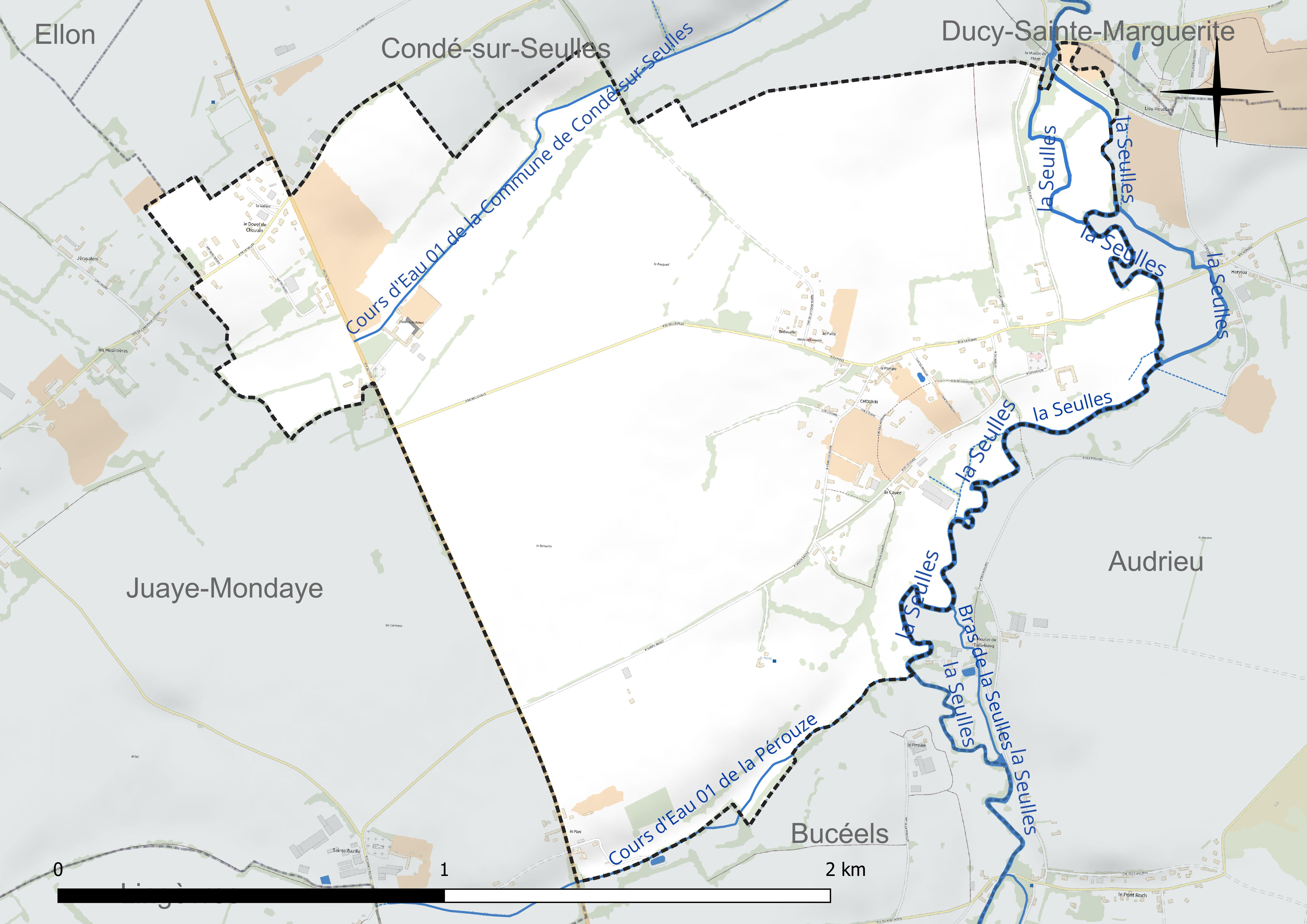
Réseau hydrographique de Chouain.

### Climat
Pour des articles plus généraux, voir Climat de la Normandie et Climat du Calvados.
En 2010, le climat de la commune est de type climat océanique altéré, selon une étude du CNRS s'appuyant sur une série de données couvrant la période 1971-2000. En 2020, Météo-France publie une typologie des climats de la France métropolitaine dans laquelle la commune est exposée à un climat océanique et est dans la région climatique  Normandie (Cotentin, Orne), caractérisée par une pluviométrie relativement élevée (850 mm/a) et un été frais (15,5 °C) et venté. Parallèlement le GIEC normand, un groupe régional d'experts sur le climat, différencie quant à lui, dans une étude de 2020, trois grands types de climats pour la région Normandie, nuancés à une échelle plus fine par les facteurs géographiques locaux. La commune est, selon ce zonage, exposée à un « climat des plateaux abrités », correspondant à la plaine agricole de Caen à Falaise, sous le vent des collines de Normandie et proche de la mer, se caractérisant par une pluviométrie et des contraintes thermiques modérées.
Pour la période 1971-2000, la température annuelle moyenne est de 10,7 °C, avec une amplitude thermique annuelle de 11,9 °C. Le cumul annuel moyen de précipitations est de 765 mm, avec 12,6 jours de précipitations en janvier et 7,6 jours en juillet. Pour la période 1991-2020, la température moyenne annuelle observée sur la station météorologique la plus proche, située sur la commune de Carpiquet à 14 km à vol d'oiseau, est de 11,5 °C et le cumul annuel moyen de précipitations est de 740,3 mm,. Pour l'avenir, les paramètres climatiques de la commune estimés pour 2050 selon différents scénarios d'émission de gaz à effet de serre sont consultables sur un site dédié publié par Météo-France en novembre 2022.

## Urbanisme

### Typologie
Au 1er janvier 2024, Chouain est catégorisée commune rurale à habitat dispersé, selon la nouvelle grille communale de densité à 7 niveaux définie par l'Insee en 2022.
Elle est située hors unité urbaine. Par ailleurs la commune fait partie de l'aire d'attraction de Caen, dont elle est une commune de la couronne,. Cette aire, qui regroupe 296 communes, est catégorisée dans les aires de 200 000 à moins de 700 000 habitants,.

### Occupation des sols

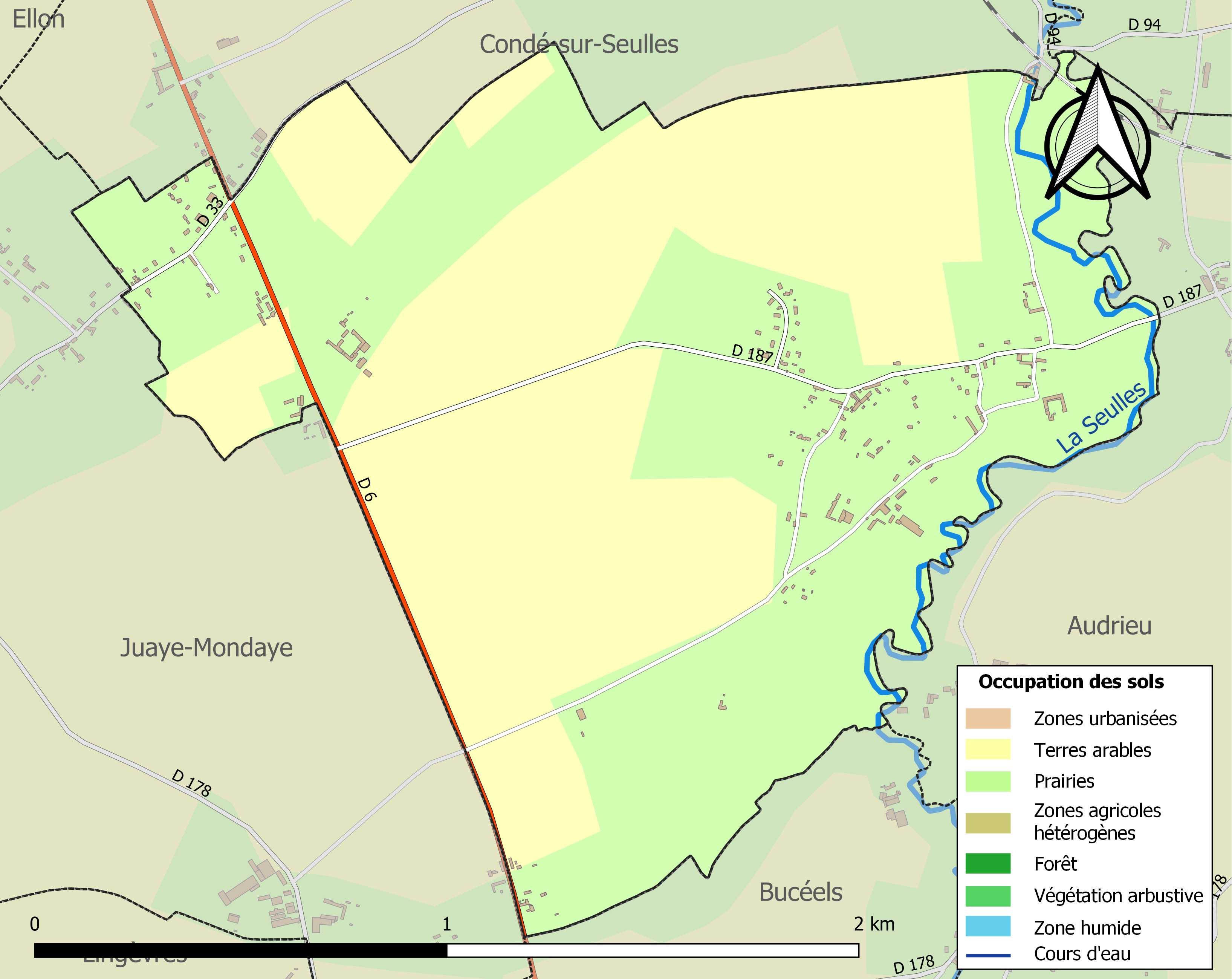
Carte des infrastructures et de l'occupation des sols de la commune en 2018 (CLC).

L'occupation des sols de la commune, telle qu'elle ressort de la base de données européenne d'occupation biophysique des sols Corine Land Cover (CLC), est marquée par l'importance des territoires agricoles (100 % en 2018), une proportion identique à celle de 1990 (100 %).
La répartition détaillée en 2018 est la suivante : prairies (52,5 %), terres arables (47,5 %).
L'évolution de l'occupation des sols de la commune et de ses infrastructures peut être observée sur les différentes représentations cartographiques du territoire : la carte de Cassini (XVIIIe siècle), la carte d'état-major (1820-1866) et les cartes ou photos aériennes de l'IGN pour la période actuelle (1950 à aujourd'hui).

## Toponymie
Le nom de la localité est attesté sous les formes Ceconio vers 1082, Chooig en 1180, Ciconium en 1158, Chouing en 1217,, Ciconio en 1277,Chicoino vers 1350, avant d'aboutir à Choaing en 1494.
Le toponyme peut être issu de l'anthroponyme roman Ciconius ou du bas latin ciconiola, « cigogne », d'où le normand chignole désignant une manivelle, rappelant la forme du cou de l'animal, puis le puits à manivelle (le terme est passé en français pour désigner un outil en forme de manivelle). L'origine de ce toponyme serait dans ce cas similaire à Soignolles, désignant également un lieu doté d'un puits.

## Histoire
Chouain a été libérée le 8 juin 1944 par la 8e brigade blindée d'infanterie et la 151e brigade d'infanterie, puis reprise le lendemain par les troupes allemandes et libérée définitivement par la 8e brigade.

## Politique et administration
| Période                                  | Période   | Identité                 | Étiquette | Qualité        |
| ---------------------------------------- | --------- | ------------------------ | --------- | -------------- |
| 1936                                     | 1965      | - Bouin                  |           |                |
| 1977                                     | mars 2008 | François Bouin           |           |                |
| mars 2008                                | mars 2014 | Jean-Charles Dassonville | SE        | Technicien EDF |
| mars 2014                                | En cours  | Gérard Ichmoukametoff    | PCF       |                |
| Les données manquantes sont à compléter. |           |                          |           |                |

Le conseil municipal est composé de onze membres dont le maire et deux adjoints.

## Démographie
L'évolution du nombre d'habitants est connue à travers les recensements de la population effectués dans la commune depuis 1793. Pour les communes de moins de 10 000 habitants, une enquête de recensement portant sur toute la population est réalisée tous les cinq ans, les populations de référence des années intermédiaires étant quant à elles estimées par interpolation ou extrapolation. Pour la commune, le premier recensement exhaustif entrant dans le cadre du nouveau dispositif a été réalisé en 2004.
En 2022, la commune comptait 234 habitants, en évolution de +3,54 % par rapport à 2016 (Calvados : +1,58 %, France hors Mayotte : +2,11 %).
Chouain a compté jusqu'à 321 habitants en 1806.
| 1793 | 1800 | 1806 | 1821 | 1831 | 1836 | 1841 | 1846 | 1851 |
| ---- | ---- | ---- | ---- | ---- | ---- | ---- | ---- | ---- |
| 312  | 315  | 321  | 316  | 312  | 312  | 278  | 275  | 271  |

| 1856 | 1861 | 1866 | 1872 | 1881 | 1886 | 1891 | 1896 | 1901 |
| ---- | ---- | ---- | ---- | ---- | ---- | ---- | ---- | ---- |
| 275  | 256  | 253  | 203  | 197  | 175  | 174  | 179  | 170  |

| 1906 | 1911 | 1921 | 1926 | 1931 | 1936 | 1946 | 1954 | 1962 |
| ---- | ---- | ---- | ---- | ---- | ---- | ---- | ---- | ---- |
| 168  | 167  | 157  | 146  | 136  | 154  | 145  | 177  | 167  |

| 1968 | 1975 | 1982 | 1990 | 1999 | 2004 | 2006 | 2009 | 2014 |
| ---- | ---- | ---- | ---- | ---- | ---- | ---- | ---- | ---- |
| 135  | 151  | 170  | 205  | 188  | 198  | 224  | 209  | 227  |

| 2019 | 2022 | - | - | - | - | - | - | - |
| ---- | ---- | - | - | - | - | - | - | - |
| 220  | 234  | - | - | - | - | - | - | - |

## Lieux et monuments

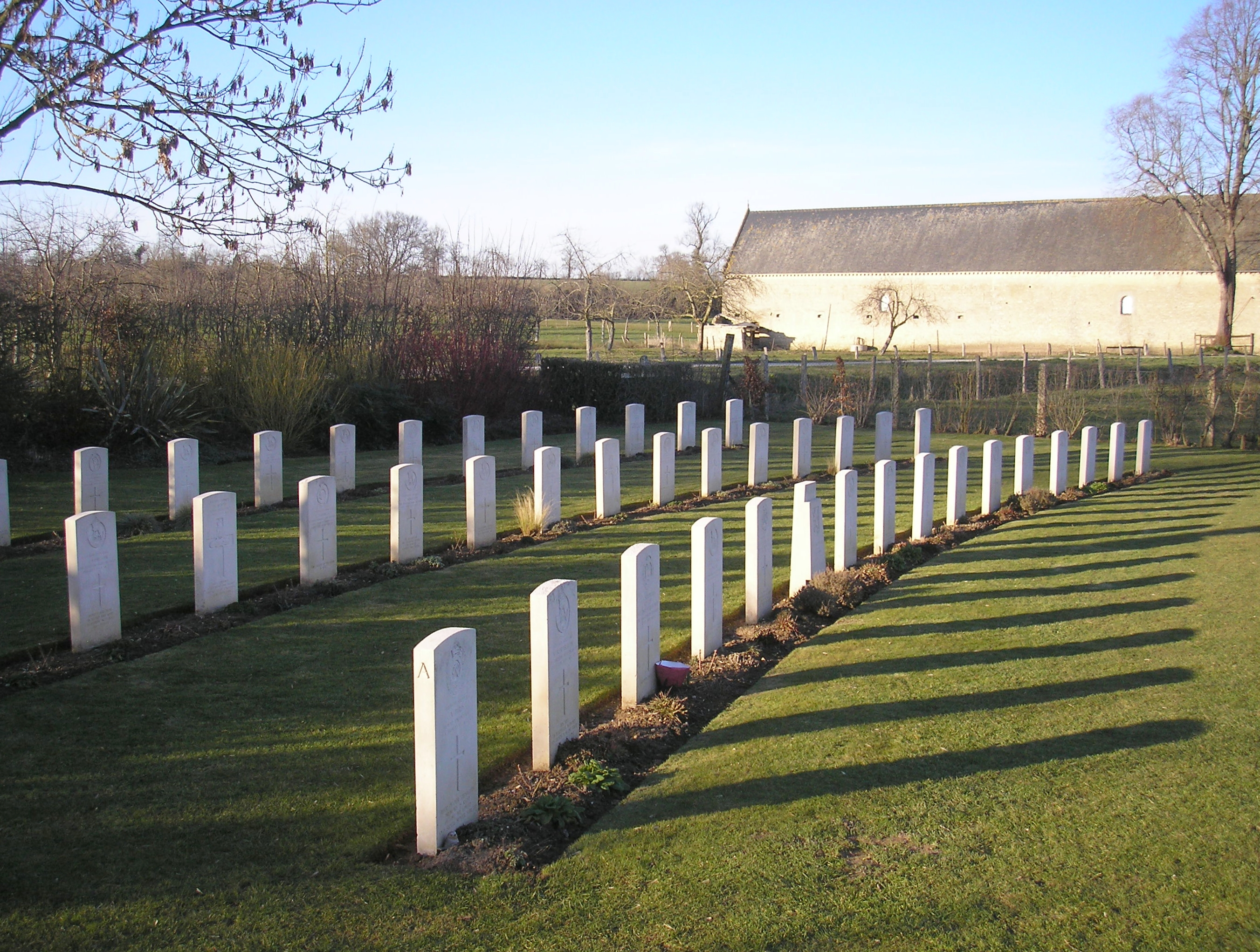
Le cimetière militaire britannique.

- Église Saint-Martin, XIIIe et XVIIIe siècles, la cure était autrefois nommée par le seigneur de Cully et le curé reversait une partie de la dîme à l'abbaye de Saint-Sever et une pour la chapelle Saint-Marc de la cathédrale de Bayeux.
- Château de Belval (ou Bellevalle) du XVIIe siècle, inscrit au titre des monuments historiques par arrêté du 25 juin 1928[32]. C'est la famille Hermerel, associée de la Compagnie de la Nouvelle-France, qui a rebâti le manoir[33].
- Ferme-manoir du Cordillon de style Louis XIII (XVIIe siècle, largement remaniée), près de l'église. La ferme-manoir, complètement aveugle sur l'extérieur, a ses bâtiments disposés autour d'une cour carrée. Le manoir aurait été acquis, en 1542, par Brazard du Quesnay et Jacques Brazard, sieur de la Champagne. Une pierre tombale située, près de la sacristie, dans le cimetière de l'église qui jouxte le manoir, datant de 1666 porte le nom de cette famille. Il passe ensuite à la famille de Matignon, branche ascendante de la famille de Monaco. Le 30 mars 1714, l'abbesse de Cordillon (Lingèvres), fait l'acquisition du manoir, qui passe ensuite entre plusieurs mains pendant toute la période Napoléonienne. On accède à la cour par un portail avec porte charretière et porte piétonne. Le long logis principal, de plan rectangulaire, construit en pierre calcaire de Caen, s'éclaire par pas moins de 16 fenêtres. Le toit en ardoise, avec deux lucarnes étroites, est surmonté par deux cheminées. À droite du logis, est flanquant celui-ci, se dresse une haute tour carrée percée de quatre fenêtres. Les communs, ceinturant la cour, se composent d'une charreterie avec double entrée en arcade, d'une écurie, de deux granges, d'une étable, d'un grenier à grain et d'un pressoir. La boulangerie encore existante au XVIIIe siècle, ainsi que le colombier et un moulin situés à l'entrée ont disparu, tout comme le lavoir au bord de la Seulles[34].
- Cimetière militaire britannique, le plus petit de France[35], quarante-six soldats britanniques et un soldat tchèque.